# Funhouse (album)
Funhouse là album phòng thu thứ tư của ca sĩ kiêm sáng tác nhạc người Mỹ Pink, phát hành ngày 24 tháng 10 năm 2008 bởi LaFace Records và Jive Records. Sau khi kết hôn với người chồng hiện tại Carey Hart và vực dậy sự nghiệp với thành công thương mại của album trước I'm Not Dead (2006), cuộc sống hôn nhân của Pink vấp phải nhiều nghi vấn rạn nứt và cặp đôi thông báo chia tay vào đầu năm 2008. Được nữ ca sĩ nhìn nhận như đĩa nhạc cá nhân nhất trong sự nghiệp, Funhouse là một bản thu âm pop rock với nội dung ca từ đề cập đến những chủ đề về mối quan hệ tan vỡ, đấu tranh nội tâm, cũng như vấn đề và rắc rối của thế giới, vốn được lấy cảm hứng từ mối quan hệ tan vỡ lúc bấy giờ với Hart, mặc dù cả hai sau đó cũng hòa giải vào năm 2010. Pink đồng sáng tác tất cả những bản nhạc từ album và tái hợp với những nhà sản xuất quen thuộc của cô, như Billy Mann, Butch Walker, MuchoPsycho và Max Martin, đồng thời lần đầu cộng tác với Danja, Jimmy Harry, Tony Kanal và Eg White.
Sau khi phát hành, Funhouse đa phần nhận được những phản ứng tích cực từ giới phê bình, trong đó họ đánh giá cao tổng thể mạch lạc và khâu sản xuất hiệu quả. Ngoài ra, album còn nhận được nhiều giải thưởng và đề cử ở những lễ trao giải lớn, với ba đề cử giải Grammy trong hai năm liên tiếp, bao gồm Album giọng pop xuất sắc nhất tại lễ trao giải thường niên lần thứ 52. Đĩa nhạc cũng gặt hái những thành công lớn về mặt thương mại, đứng đầu bảng xếp hạng tại Úc, Hà Lan, New Zealand, Thụy Sĩ và Vương quốc Anh, đồng thời lọt vào top 10 ở nhiều quốc gia khác, bao gồm vươn đến top 5 ở những thị trường lớn như Áo, Canada, Đan Mạch, Pháp, Đức, Ireland và Thụy Điển. Album ra mắt ở vị trí thứ hai trên bảng xếp hạng Billboard 200 tại Hoa Kỳ với 180,000 bản, trở thành album thứ tư liên tiếp của Pink vươn đến top 10 và đạt thứ hạng cao nhất lúc bấy giờ của cô tại đây. Tính đến năm 2012, Funhouse đã bán được hơn bảy triệu bản trên toàn cầu và là album bán chạy nhất của nữ ca sĩ kể từ Missundaztood (2001).
Bảy đĩa đơn đã được phát hành từ Funhouse. "So What" được chọn làm đĩa đơn mở đường và đứng đầu các bảng xếp hạng ở hơn 12 quốc gia, đồng thời trở thành đĩa đơn quán quân đầu tiên của Pink dưới cương vị nghệ sĩ hát đơn trên bảng xếp hạng Billboard Hot 100 tại Hoa Kỳ. Hai đĩa đơn tiếp theo "Sober" và "Please Don't Leave Me" tiếp nối những thành công thương mại khi lọt vào top 10 ở nhiều thị trường nổi bật, trong khi những đĩa đơn còn lại như "Bad Influence", "Funhouse", "I Don't Believe You" và "Glitter in the Air" cũng đạt được những thành tích đáng kể trên toàn cầu. Ngoài ra, hai đĩa đơn đầu tiên từ Funhouse đều nhận được đề cử giải Grammy ở hạng mục Trình diễn giọng pop nữ xuất sắc nhất. Để quảng bá album, nữ ca sĩ trình diễn trên nhiều chương trình truyền hình và lễ trao giải lớn, như giải Video âm nhạc của MTV năm 2008, giải thưởng Âm nhạc MTV Châu Âu năm 2008 và giải Grammy lần thứ 52, cũng như thực hiện hai chuyến lưu diễn Funhouse Tour và The Funhouse Summer Carnival Tour.

## Danh sách bài hát
| Funhouse – Phiên bản tiêu chuẩn | Funhouse – Phiên bản tiêu chuẩn | Funhouse – Phiên bản tiêu chuẩn                          | Funhouse – Phiên bản tiêu chuẩn | Funhouse – Phiên bản tiêu chuẩn |
| STT                             | Nhan đề                         | Sáng tác                                                 | Sản xuất                        | Thời lượng                      |
| ------------------------------- | ------------------------------- | -------------------------------------------------------- | ------------------------------- | ------------------------------- |
| 1.                              | "So What"                       | Alecia Moore Max Martin Shellback                        | Martin                          | 3:34                            |
| 2.                              | "Sober"                         | Moore Nathaniel Hills Kara DioGuardi Marcella Araica     | Danja Tony Kanal Jimmy Harry    | 4:10                            |
| 3.                              | "I Don't Believe You"           | Moore Martin                                             | Martin                          | 4:35                            |
| 4.                              | "One Foot Wrong"                | Moore Francis White                                      | Eg White                        | 3:22                            |
| 5.                              | "Please Don't Leave Me"         | Moore Martin                                             | Martin                          | 3:51                            |
| 6.                              | "Bad Influence"                 | Moore Billy Mann Butch Walker Robin Lynch Niklas Olovson | Mann Walker MachoPsycho         | 3:35                            |
| 7.                              | "Funhouse"                      | Moore Tony Kanal Jimmy Harry                             | Kanal Jimmy Harry               | 3:24                            |
| 8.                              | "Crystal Ball"                  | Moore Mann                                               | Mann                            | 3:25                            |
| 9.                              | "Mean"                          | Moore Walker                                             | Walker                          | 4:17                            |
| 10.                             | "It's All Your Fault"           | Moore Martin Shellback                                   | Martin                          | 3:51                            |
| 11.                             | "Ave Mary A"                    | Moore Mann Pete Wallace                                  | Mann Al Clay Wallace [a]        | 3:15                            |
| 12.                             | "Glitter in the Air"            | Moore Mann                                               | Mann                            | 3:46                            |
| Tổng thời lượng:                | Tổng thời lượng:                | Tổng thời lượng:                                         | Tổng thời lượng:                | 45:05                           |

| Funhouse – Phiên bản quốc tế và đặc biệt tại Đức (bản nhạc bổ sung) | Funhouse – Phiên bản quốc tế và đặc biệt tại Đức (bản nhạc bổ sung) | Funhouse – Phiên bản quốc tế và đặc biệt tại Đức (bản nhạc bổ sung) | Funhouse – Phiên bản quốc tế và đặc biệt tại Đức (bản nhạc bổ sung) | Funhouse – Phiên bản quốc tế và đặc biệt tại Đức (bản nhạc bổ sung) |
| STT                                                                 | Nhan đề                                                             | Sáng tác                                                            | Sản xuất                                                            | Thời lượng                                                          |
| ------------------------------------------------------------------- | ------------------------------------------------------------------- | ------------------------------------------------------------------- | ------------------------------------------------------------------- | ------------------------------------------------------------------- |
| 13.                                                                 | "This Is How It Goes Down" (hợp tác với Travis McCoy)               | Moore Walker                                                        | Walker                                                              | 3:18                                                                |

| Funhouse – Phiên bản nhạc số quốc tế (bản nhạc bổ sung) | Funhouse – Phiên bản nhạc số quốc tế (bản nhạc bổ sung) | Funhouse – Phiên bản nhạc số quốc tế (bản nhạc bổ sung) | Funhouse – Phiên bản nhạc số quốc tế (bản nhạc bổ sung) | Funhouse – Phiên bản nhạc số quốc tế (bản nhạc bổ sung) |
| STT                                                     | Nhan đề                                                 | Sáng tác                                                | Sản xuất                                                | Thời lượng                                              |
| ------------------------------------------------------- | ------------------------------------------------------- | ------------------------------------------------------- | ------------------------------------------------------- | ------------------------------------------------------- |
| 14.                                                     | "Why Did I Ever Like You"                               | Moore Greg Wells                                        | Wells                                                   | 3:25                                                    |

| Funhouse – Phiên bản cao cấp quốc tế (bản nhạc bổ sung) | Funhouse – Phiên bản cao cấp quốc tế (bản nhạc bổ sung) | Funhouse – Phiên bản cao cấp quốc tế (bản nhạc bổ sung) | Funhouse – Phiên bản cao cấp quốc tế (bản nhạc bổ sung) | Funhouse – Phiên bản cao cấp quốc tế (bản nhạc bổ sung) |
| STT                                                     | Nhan đề                                                 | Sáng tác                                                | Sản xuất                                                | Thời lượng                                              |
| ------------------------------------------------------- | ------------------------------------------------------- | ------------------------------------------------------- | ------------------------------------------------------- | ------------------------------------------------------- |
| 14.                                                     | "Could've Had Everything"                               | Moore White                                             | White                                                   | 3:09                                                    |

| Funhouse – Phiên bản Tour (bản nhạc bổ sung) | Funhouse – Phiên bản Tour (bản nhạc bổ sung) | Funhouse – Phiên bản Tour (bản nhạc bổ sung) | Funhouse – Phiên bản Tour (bản nhạc bổ sung) | Funhouse – Phiên bản Tour (bản nhạc bổ sung) |
| STT                                          | Nhan đề                                      | Sáng tác                                     | Sản xuất                                     | Thời lượng                                   |
| -------------------------------------------- | -------------------------------------------- | -------------------------------------------- | -------------------------------------------- | -------------------------------------------- |
| 14.                                          | "Push You Away"                              | Moore Walker                                 | Walker                                       | 3:02                                         |

| Funhouse – Phiên bản tại Nhật Bản và Vương quốc Anh (bản nhạc bổ sung) | Funhouse – Phiên bản tại Nhật Bản và Vương quốc Anh (bản nhạc bổ sung) | Funhouse – Phiên bản tại Nhật Bản và Vương quốc Anh (bản nhạc bổ sung) | Funhouse – Phiên bản tại Nhật Bản và Vương quốc Anh (bản nhạc bổ sung) | Funhouse – Phiên bản tại Nhật Bản và Vương quốc Anh (bản nhạc bổ sung) |
| STT                                                                    | Nhan đề                                                                | Sáng tác                                                               | Sản xuất                                                               | Thời lượng                                                             |
| ---------------------------------------------------------------------- | ---------------------------------------------------------------------- | ---------------------------------------------------------------------- | ---------------------------------------------------------------------- | ---------------------------------------------------------------------- |
| 14.                                                                    | "Boring"                                                               | Moore Martin Shellback                                                 | Martin                                                                 | 3:14                                                                   |
| 15.                                                                    | "So What" (video ca nhạc)                                              |                                                                        |                                                                        | 3:45                                                                   |

| Funhouse – Phiên bản nhạc số mở rộng (bản nhạc bổ sung) | Funhouse – Phiên bản nhạc số mở rộng (bản nhạc bổ sung) | Funhouse – Phiên bản nhạc số mở rộng (bản nhạc bổ sung) | Funhouse – Phiên bản nhạc số mở rộng (bản nhạc bổ sung) | Funhouse – Phiên bản nhạc số mở rộng (bản nhạc bổ sung) |
| STT                                                     | Nhan đề                                                 | Sáng tác                                                | Sản xuất                                                | Thời lượng                                              |
| ------------------------------------------------------- | ------------------------------------------------------- | ------------------------------------------------------- | ------------------------------------------------------- | ------------------------------------------------------- |
| 13.                                                     | "Why Did I Ever Like You"                               | Moore Greg Wells                                        | Wells                                                   | 3:25                                                    |
| 14.                                                     | "Could've Had Everything"                               | Moore White                                             | White                                                   | 3:09                                                    |

| Funhouse – Phiên bản cao cấp trên Apple Music (video bổ sung) | Funhouse – Phiên bản cao cấp trên Apple Music (video bổ sung) | Funhouse – Phiên bản cao cấp trên Apple Music (video bổ sung) |
| STT                                                           | Nhan đề                                                       | Thời lượng                                                    |
| ------------------------------------------------------------- | ------------------------------------------------------------- | ------------------------------------------------------------- |
| 15.                                                           | "So What" (video ca nhạc)                                     | 3:45                                                          |

| Funhouse – Phiên bản cao cấp đặt trước trên iTunes Store (bản nhạc bổ sung) | Funhouse – Phiên bản cao cấp đặt trước trên iTunes Store (bản nhạc bổ sung) | Funhouse – Phiên bản cao cấp đặt trước trên iTunes Store (bản nhạc bổ sung) | Funhouse – Phiên bản cao cấp đặt trước trên iTunes Store (bản nhạc bổ sung) | Funhouse – Phiên bản cao cấp đặt trước trên iTunes Store (bản nhạc bổ sung) |
| STT                                                                         | Nhan đề                                                                     | Sáng tác                                                                    | Sản xuất                                                                    | Thời lượng                                                                  |
| --------------------------------------------------------------------------- | --------------------------------------------------------------------------- | --------------------------------------------------------------------------- | --------------------------------------------------------------------------- | --------------------------------------------------------------------------- |
| 16.                                                                         | "This Is How It Goes Down" (hợp tác với Travis McCoy)                       | Moore Walker                                                                | Walker                                                                      | 3:20                                                                        |

| Funhouse – Phiên bản đặc biệt tại Đức (CD kèm theo – Live in Australia EP) | Funhouse – Phiên bản đặc biệt tại Đức (CD kèm theo – Live in Australia EP) | Funhouse – Phiên bản đặc biệt tại Đức (CD kèm theo – Live in Australia EP) | Funhouse – Phiên bản đặc biệt tại Đức (CD kèm theo – Live in Australia EP) |
| STT                                                                        | Nhan đề                                                                    | Sáng tác                                                                   | Thời lượng                                                                 |
| -------------------------------------------------------------------------- | -------------------------------------------------------------------------- | -------------------------------------------------------------------------- | -------------------------------------------------------------------------- |
| 1.                                                                         | "Bad Influence" (trực tiếp)                                                | Moore Mann Walker Lynch Olovson                                            | 3:51                                                                       |
| 2.                                                                         | "Just Like a Pill" (trực tiếp)                                             | Moore Dallas Austin                                                        | 3:26                                                                       |
| 3.                                                                         | "I Don't Believe You" (trực tiếp)                                          | Moore Martin                                                               | 4:36                                                                       |
| 4.                                                                         | "Glitter in the Air" (trực tiếp)                                           | Moore Mann                                                                 | 5:16                                                                       |
| 5.                                                                         | "Ave Mary A" (trực tiếp)                                                   | Moore Mann Wallace                                                         | 3:23                                                                       |

| Funhouse – Phiên bản Tour (DVD kèm theo) | Funhouse – Phiên bản Tour (DVD kèm theo)                               | Funhouse – Phiên bản Tour (DVD kèm theo) | Funhouse – Phiên bản Tour (DVD kèm theo) | Funhouse – Phiên bản Tour (DVD kèm theo) |
| STT                                      | Nhan đề                                                                | Sáng tác                                 | Sản xuất                                 | Thời lượng                               |
| ---------------------------------------- | ---------------------------------------------------------------------- | ---------------------------------------- | ---------------------------------------- | ---------------------------------------- |
| 1.                                       | "So What" (video ca nhạc)                                              | Moore Martin Shellback                   | Martin                                   | 3:35                                     |
| 2.                                       | "Funhouse" (video ca nhạc)                                             | Moore Kanal Harry                        | Kanal Harry                              | 3:09                                     |
| 3.                                       | "Sober" (video ca nhạc)                                                | Moore Hills DioGuardi Ariaca             | Danja Kanal Harry                        | 4:24                                     |
| 4.                                       | "Please Don't Leave Me" (video ca nhạc)                                | Moore Martin                             | Martin                                   | 3:53                                     |
| 5.                                       | "I Don't Believe You" (trực tiếp tại Úc)                               | Moore Martin                             |                                          | 4:36                                     |
| 6.                                       | "Please Don't Leave Me" (trực tiếp tại Úc)                             | Moore Martin                             |                                          | 3:52                                     |
| 7.                                       | "So What" (trực tiếp tại Úc)                                           | Moore Martin Shellback                   |                                          | 3:35                                     |
| 8.                                       | "Track-by-Track" (bình luận video) (không xuất hiện trên iTunes Store) |                                          |                                          |                                          |

Ghi chú
- ^[a]  nghĩa là đồng sản xuất

## Xếp hạng
| Bảng xếp hạng (2008–2009)                | Vị trí cao nhất |
| ---------------------------------------- | --------------- |
| Album Argentina (CAPIF)                  | 29              |
| Album Úc (ARIA)                          | 1               |
| Album Áo (Ö3 Austria)                    | 3               |
| Album Bỉ (Ultratop Vlaanderen)           | 3               |
| Album Bỉ (Ultratop Wallonie)             | 10              |
| Album Canada (Billboard)                 | 3               |
| Album Cộng hòa Séc (ČNS IFPI)            | 5               |
| Album Đan Mạch (Hitlisten)               | 4               |
| Album Hà Lan (Album Top 100)             | 1               |
| Album Châu Âu (Billboard)                | 1               |
| Album Phần Lan (Suomen virallinen lista) | 5               |
| Album Pháp (SNEP)                        | 4               |
| Album Đức (Offizielle Top 100)           | 2               |
| Album Hy Lạp (IFPI Greece)               | 20              |
| Album Hy Lạp Quốc tế (IFPI Greece)       | 8               |
| Album Hungaria (MAHASZ)                  | 3               |
| Album Ireland (IRMA)                     | 2               |
| Album Ý (FIMI)                           | 20              |
| Album Nhật Bản (Oricon)                  | 33              |
| Album México (Top 100 Mexico)            | 47              |
| Album New Zealand (RMNZ)                 | 1               |
| Album Na Uy (VG-lista)                   | 18              |
| Album Ba Lan (ZPAV)                      | 8               |
| Album Nga (2M)                           | 8               |
| Album Scotland (OCC)                     | 1               |
| Album Nam Phi (RiSA)                     | 40              |
| Album Tây Ban Nha (PROMUSICAE)           | 43              |
| Album Thụy Điển (Sverigetopplistan)      | 3               |
| Album Thụy Sĩ (Schweizer Hitparade)      | 1               |
| Album Anh Quốc (OCC)                     | 1               |
| Album Hoa Kỳ Billboard 200               | 2               |

| Bảng xếp hạng (2008)                | Vị trí |
| ----------------------------------- | ------ |
| Album Úc (ARIA)                     | 2      |
| Album Áo (Ö3 Austria)               | 28     |
| Album Bỉ (Ultratop Flanders)        | 70     |
| Album Hà Lan (Album Top 100)        | 45     |
| Album Châu Âu (Billboard)           | 54     |
| Album Pháp (SNEP)                   | 55     |
| Album Đức (Offizielle Top 100)      | 32     |
| Album Hungaria (MAHASZ)             | 97     |
| Album New Zealand (RMNZ)            | 8      |
| Album Thụy Điển (Sverigetopplistan) | 57     |
| Album Thụy Sĩ (Schweizer Hitparade) | 11     |
| Album Anh Quốc (OCC)                | 9      |
| Hoa Kỳ Billboard 200                | 33     |
| Album Toàn cầu (IFPI)               | 13     |
| Bảng xếp hạng (2009)                | Vị trí |
| Album Úc (ARIA)                     | 2      |
| Album Áo (Ö3 Austria)               | 4      |
| Album Bỉ (Ultratop Flanders)        | 21     |
| Album Bỉ (Ultratop Wallonia)        | 42     |
| Album Canada (Billboard)            | 17     |
| Album Đan Mạch (Hitlisten)          | 13     |
| Album Hà Lan (Album Top 100)        | 25     |
| Album Châu Âu (Billboard)           | 3      |
| Album Pháp (SNEP)                   | 53     |
| Album Đức (Offizielle Top 100)      | 6      |
| Album Hungaria (MAHASZ)             | 36     |
| Album New Zealand (RMNZ)            | 11     |
| Album Thụy Điển (Sverigetopplistan) | 58     |
| Album Thụy Sĩ (Schweizer Hitparade) | 3      |
| Album Anh Quốc (OCC)                | 23     |
| Hoa Kỳ Billboard 200                | 16     |
| Bảng xếp hạng (2010)                | Vị trí |
| Album Úc (ARIA)                     | 34     |
| Album Châu Âu (Billboard)           | 25     |
| Album Đức (Offizielle Top 100)      | 23     |
| Album Anh Quốc (OCC)                | 105    |
| Hoa Kỳ Billboard 200                | 64     |

| Bảng xếp hạng (2000–2009) | Vị trí |
| ------------------------- | ------ |
| Album Úc (ARIA)           | 2      |
| Album Áo (Ö3 Austria)     | 22     |

| Bảng xếp hạng                   | Vị trí |
| ------------------------------- | ------ |
| Album Ireland Nghệ sĩ Nữ (IRMA) | 41     |

## Chứng nhận
| Quốc gia | Chứng nhận   | Số đơn vị/doanh số chứng nhận |
| --- | ------------ | ----------------------------- |
| Úc (ARIA) | 13× Bạch kim | 910.000‡                      |
| Áo (IFPI Áo) | 3× Bạch kim  | 60.000*                       |
| Bỉ (BEA) | Bạch kim     | 30.000*                       |
| Brasil (Pro-Música Brasil) | Vàng         | 30.000‡                       |
| Canada (Music Canada) | 4× Bạch kim  | 320.000^                      |
| Đan Mạch (IFPI Đan Mạch) | Bạch kim     | 30.000^                       |
| Phần Lan (Musiikkituottajat) | Bạch kim     | 22,895                        |
| Pháp (SNEP) | Bạch kim     | 100.000*                      |
| GCC (IFPI Trung Đông) | Vàng         | 3.000*                        |
| Đức (BVMI) | 4× Bạch kim  | 1.200.000^                    |
| Hungary (Mahasz) | Vàng         | 3.000^                        |
| Ireland (IRMA) | Bạch kim     | 15.000^                       |
| Hà Lan (NVPI) | Bạch kim     | 60.000^                       |
| New Zealand (RMNZ) | 4× Bạch kim  | 60.000‡                       |
| Ba Lan (ZPAV) | Vàng         | 10.000*                       |
| Nga (NFPF) | Bạch kim     | 20.000*                       |
| Thụy Điển (GLF) | Bạch kim     | 40.000‡                       |
| Thụy Sĩ (IFPI) | 3× Bạch kim  | 90.000^                       |
| Anh Quốc (BPI) | 4× Bạch kim  | 1,200,000                     |
| Hoa Kỳ (RIAA) | 3× Bạch kim  | 3.000.000‡                    |
| Tổng hợp |              |                               |
| Toàn cầu | —            | 7,000,000                     |
| * Chứng nhận dựa theo doanh số tiêu thụ. ^ Chứng nhận dựa theo doanh số nhập hàng. ‡ Chứng nhận dựa theo doanh số tiêu thụ và phát trực tuyến. |              |                               |